# 창하오 (바둑 기사)
창하오(중국어: 常昊 상호, 1976년 11월 7일 상하이시 ~ )는 중국의 바둑 기사이다. 1986년 프로가 되었고 1999년 9단에 올랐다.

## 경력
- 1989년 13세의 나이에 중국랭킹 7위 진입,
- 1994년 제2회 대국수전 준우승
- 1995년 제19회 전국개인전 우승, 7단 승단
- 1996년 신인왕전 우승
- 1997년 중국천원전 우승
- 1997년~2001년 중국천원전 5연패
- 1997~1999년 중국랭킹 1위
- 1998년 제11회 후지쯔배 준우승(대 이창호), 러바이스배 우승, NEC배 우승, 부인 장쉬안과 결혼함
- 1999년 12회 CCTV배 우승
- 2001년 제4회 잉씨배 준우승(대 이창호 1:3), 제6회 삼성화재배 준우승(대 조훈현 1:2)
- 2002년 제4회 농심신라면배 대표
- 2003년 제1회 도요타덴소배 준우승(대 이창호)
- 2004년 제5회 춘란배 8강
- 2005년 제2회 도요타덴소배 준우승(대 이세돌 1:2), 제5회 잉씨배 우승(대 최철한 3:1)
- 2006년 제3회 도요타덴소배 8강
- 2007년 제11회 삼성화재배 우승(대 이창호 2:0), 제6회 춘란배 준우승(대 구리 0:2), 중국갑조리그 20승 2패
- 2008년 제9회 농심신라면배 중국 우승 견인(4연승), 제10회 아함동산배 준우승(대 구리), 제2회 란커배 준우승(대 구리 전적 11연패)
- 2009년 제1회 BC카드배 월드 바둑 챔피언십 16강, 제22기 후지쯔배 8강, 제7회 춘란배 우승(대 이창호 2:0)
- 2010년 제2회 BC카드배 월드 바둑 챔피언십 준우승(대 이세돌 0:3), 2010년 아시안 게임 바둑 남자단체전 은메달
- 2013년 삼성화재배 32강
- 2014년 서남왕배 준우승 (대 탕웨이싱)

## 국제기전 성적
| 대회       | 1995 | 1996 | 1997 | 1998   | 1999 | 2000   | 2001   | 2002   | 2003 | 2004   | 2005 | 2006   | 2007 | 2008 | 2009 | 2010   | 2011 | 2012 | 2013 | 2014 |
| ---------- | ---- | ---- | ---- | ------ | ---- | ------ | ------ | ------ | ---- | ------ | ---- | ------ | ---- | ---- | ---- | ------ | ---- | ---- | ---- | ---- |
| 잉씨배     | -    | ×    | -    | -      | -    | 준우승 | -      | -      | -    | 우승   | -    | -      | -    | 16강 | -    | -      | -    | ×    | -    | -    |
| 후지쯔배   | ×    | 8강  | 8강  | 준우승 | 16강 | 준우승 | 16강   | 24강   | 24강 | ×      | 24강 | 8강    | 16강 | 4강  | 4강  | 24강   | 32강 | 중지 | -    | -    |
| 삼성화재배 | -    | ×    | 8강  | 32강   | 8강  | 16강   | 준우승 | 8강    | 32강 | ×      | ×    | 우승   | 8강  | 32강 | 16강 | 32강   | ×    | ×    | 32강 | ×    |
| LG배       | -    | 24강 | 16강 | 16강   | 8강  | 16강   | 24강   | 16강   | 8강  | ×      | 32강 | 32강   | 32강 | 8강  | 32강 | 16강   | ×    | ×    | ×    | ×    |
| 춘란배     | -    | -    | -    | 4강    | 8강  | 16강   | -      | 4강    | -    | 8강    | -    | 준우승 | -    | 우승 | -    | 16강   | -    | ×    | -    | ×    |
| 도요타배   | -    | -    | -    | -      | -    | -      | -      | 준우승 | -    | 준우승 | -    | 8강    | -    | 32강 | 중지 | -      | -    | -    | -    | -    |
| BC카드배   | -    | -    | -    | -      | -    | -      | -      | -      | -    | -      | -    | -      | -    | -    | 16강 | 준우승 | 64강 | ×    | 중지 | -    |
| 바이링배   | -    | -    | -    | -      | -    | -      | -      | -      | -    | -      | -    | -      | -    | -    | -    | -      | -    | 16강 | -    | ×    |
| 몽백합배   | -    | -    | -    | -      | -    | -      | -      | -      | -    | -      | -    | -      | -    | -    | -    | -      | -    | -    | 64강 | -    |
| TV아시아   | ×    | ×    | ×    | ×      | 4강  | ×      | ×      | ×      | ×    | ×      | ×    | ×      | ×    | ×    | ×    | ×      | ×    | ×    | ×    | ×    |
| 농심배     | -    | -    | -    | -      | 3:1  | 2:1    | 1:1    | 0:1    | ×    | ×      | 0:1  | ×      | 4:0  | 1:1  | 0:1  | ×      | ×    | ×    | ×    | ×    |

## 특이사항
- 일찍이 중국의 천재 바둑 기사로서 세계 제패의 기대를 한몸에 받았으나 번번이 세계 대회 결승에서 한국 출신 바둑 기사에게 무릎을 꿇어 '준우승 전문가'라는 듣기 거북한 별명을 가지고 있었다. 그러다가 2005년 초 잉씨배를 시작으로 삼성화재배, 춘란배를 우승하며 준우승 전문가라는 이미지를 불식시켰다. 특히 한국의 이창호에게는 철저한 약자 신세였으나 세계 대회 결승에서 연거푸 이창호를 제압하며 천적이라는 꼬리표를 뗐다. 하지만 7년 후배인 이세돌과 구리에게 다시 압도적인 열세를 보이며 2010년 비씨카드배 결승을 끝으로 완전히 정상권에서 끌어내려졌다.
- 창하오의 아내인 장쉬안도 바둑 기사로 활동했다. 창하오는 1999년에 장쉬안과 결혼했다.